# Alexander Wassiljewitsch Archipenko
Alexander Wassiljewitsch Archipenko (russisch Александр Васильевич Архипенко; * 4. November 1980 in der Litauischen SSR) ist ein früherer russischer Skeletonpilot.
Alexander Archipenko begann 2001 mit dem Skeletonsport und gehörte seit dem Jahr auch zum Nationalkader Russlands. Im November 2002 debütierte er in Calgary im Skeleton-Weltcup und wurde dort 33. In drei seiner fünf Weltcuprennen konnte er 32. werden und erreichte damit sein bestes Weltcup-Resultat. Größter Erfolg war der Gewinn der Skeleton-Anschubweltmeisterschaft 2003 in Groningen, 2004 wurde er in Leipzig hinter seinem Landsmann Alexander Tretjakow Vizeweltmeister.